# Питомник (Новосибирская область)
Питомник — упразднённый посёлок в Купинском районе Новосибирской области России. Входил в Стеклянский сельсовет.
Законом от 2 марта 2021 года он упразднён к 1 июля 2021 года.

## География
Площадь посёлка — 18 гектаров.

## Население
| 2002 | 2007 | 2010 |
| ---- | ---- | ---- |
| 22   | ↘6   | ↘0   |

## Инфраструктура
В посёлке по данным на 2007 год отсутствовала социальная инфраструктура.